# Cucullia phocylides
Cucullia phocylides är en fjärilsart som beskrevs av Druce. Cucullia phocylides ingår i släktet Cucullia och familjen nattflyn. Inga underarter finns listade i Catalogue of Life.